# Public Broadcasting Services
Public Broadcasting Services, ofta förkortat PBS, är ett maltesiskt TV-bolag ägt av den maltesiska regeringen. 1970 ingick bolaget, under sitt dåvarande namn Xandir Malta, i den Europeiska Radio- och TV-unionen vilket möjliggjorde för dem att deltaga i Eurovision Song Contest.
TV-bolaget har vid två tillfällen arrangerat Junior Eurovision Song Contest, både 2014 och 2016.